# Wilhelmine Wrage
Wilhelmine Wrage, geb. Stahl (* 5. Juli 1859 in Hamburg; † 26. September 1945 in Gremsmühlen bei Malente), war eine deutsche Malerin.

## Leben

### Familie
Wilhelmine Wrage war die Tochter des Sattlers August Heinrich Stahl und dessen Ehefrau Bertha geb. Schmidt aus Altona.
1884 heiratete sie den Maler Hinrich Wrage; gemeinsam hatten sie mehrere Kinder:
- Elsa Wrage (* 28. Dezember 1886 in Gremsmühlen; † 17. Juli 1936 in Eutin), besuchte die Malschule von Hans Lietzmann am Gardasee und war anfangs Malerin und unterstützte später ihre Mutter bei der Führung der Pension;
- Bertha Wrage (* 1. April 1890), Malerin; heiratete am 24. Dezember 1924 den Hamburger Kunstmaler und Dichter Karl Lorenz;
- Klaus Wrage (* 18. April 1891 in Gremsmühlen; † 11. September 1984 in Fissau), Maler und Grafiker;
- Ida Wrage (* 1. Juni 1885 in Gremsmühlen; † 6. Oktober 1952 ebenda), Malerin und Weberin. Auch sie gab die Kunst auf und unterstützte die Schwester und Mutter in der Pension. Sie führte eine enge Brieffreundschaft mit dem Freund ihres Bruders Walter Gramatte.

### Werdegang
Wilhelmine Wrage erhielt Mal- und Zeichenunterricht bei Carl Oesterley; dazu kopierte sie in der Hamburger Kunsthalle große Bilder von Franz Defregger und Andreas Achenbach. Anfang der 1880er Jahre besuchte sie in Gremsmühlen die Malschule von Hinrich Wrage, den sie kurz darauf heiratete.

### Künstlerisches Wirken
Wilhelmine Wrage malte Blumenbilder und Landschaften; sie war auch musikalisch begabt. Nach der Heirat gab sie die Malerei auf und kümmerte sich um den Haushalt und die Erziehung der Kinder. Später führte sie die Pension ihres Mannes fort und begann erst im Alter von 70 Jahren, um 1930, wieder mit künstlerischen Arbeiten.

## Werke (Auswahl)
- Am Dieksee bei Malente, Ostholstein-Museum Eutin.[2]